# Беляков, Владимир Тимофеевич
Влади́мир Тимофе́евич Беляко́в (2 января 1918, Дмитров, Московская губерния — 21 мая 1996, Москва) — советский гимнаст, олимпийский чемпион 1952 года в командном первенстве, многократный чемпион СССР. Заслуженный мастер спорта СССР (1947).

## Биография
Окончил Высшую школу ГЦОЛИФК имени И. В. Сталина (1951). Выступал за «Динамо». Доцент кафедры физвоспитания МГУ.
Автор книг «Мастерство советских гимнастов» и «Очерки о советских гимнастах». Заслуженный работник культуры РФ.
Участник ВОВ, младший лейтенант. Служил в 71-м отдельном батальоне по охране железнодорожных сооружений войск МВД.
Похоронен на Бабушкинском кладбище в Москве (уч. 24).

## Достижения
- Заслуженный мастер спорта СССР 1947
- Заслуженный тренер РСФСР 1960
- Судья международной категории 1962
- Чемпион Олимпийских игр 1952 в командном первенстве, в личном многоборье занял 6-е место
- Абсолютный чемпион СССР 1944, 1947
- Чемпион СССР 1939, 1940, 1943—1945, 1947 в вольных упражнениях
- Чемпион СССР 1940, 1947 в упражнениях на брусьях
- Чемпион СССР 1946 в опорном прыжке
- Абсолютный чемпион Москвы 1948, 1952[3][4]

## Награды
- Орден «Знак Почёта» (27.04.1957) — «за успехи, достигнутые в деле развития массового физкультурного движения в стране, повышения мастерства советских спортсменов, и успешное выступление на международных соревнованиях»
- Орден Отечественной войны II степени (06.04.1985)